# Tour de Saint-Hospice
La Tour de Saint-Hospice, appelée parfois Tour génoise improprement, est une tour située à la pointe de Saint-Hospice, à Saint-Jean-Cap-Ferrat dans les Alpes-Maritimes. Cette tour a remplacé un fort construit vers 1610 et détruit en 1706.

## Historique
La tour a été construite à côté de la chapelle de Saint-Hospice.
Pour assurer la défense des côtes du Comté de Nice après le siège de Nice de 1543 le duc Emmanuel-Philibert, avait entrepris la construction d'un système de défense de la côte du comté de Nice, entre le Var et Monaco, qui comprenait le renforcement du château de Nice, le fort du mont Alban, la citadelle Saint-Elme, de Villefranche-sur-Mer et le fort de Saint-Hospice, à la pointe de Saint-Hospice. 
Pour des problèmes de financement, ce dernier fort n'a probablement été construit qu'en 1608, sûrement avant 1616. 
Il a été détruit comme le château de Nice, en 1706, sur ordre de Louis XIV après le siège de Nice. Un habitant de Nice écrit peu après : « le château (de Nice) est si entièrement détruit qu'on ne croirait jamais qu'il ait existé des fortifications mais plutôt un grand amoncellement de pierres  la ville est maintenant sans murailles, sans bastions, sans portes, sauf celle du pont où il subsiste la voûte qui se trouve vers la sortie ainsi que l'arche du pont servant à traverser le Paillon. On a aussi épargné la voûte de la porte Pairolière, tout le reste est détruit. La tour de Boze à Beaulieu fut rasée, la moitié de la tour de La Turbie, le fort Saint-Hospice à l'exception d'une seule tour. Ne furent épargnés que le Montalban et Villefranche ».
Une tour l'a remplacé vers 1745 ou 1750 en récupérant des pierres du fort, peut-être sur la base d'une ancienne tour du XIVe siècle incluse dans le fort détruit. La tour de Saint-Hospice comprend un rez-de-chaussée servant de corps de garde et de cuisine pour la garnison, un premier et second étages pour son logement. La tour pouvait loger 40 hommes. 
Une statue représentant la Vierge à l'Enfant, datée de 1903, réalisée pendant trois ans dans la tour de Saint-Hospice par le sculpteur milanais Tranquillo Galbusieri, et offerte  par Auguste Gal,, devait être placée sur la tour qu'il avait achetée en 1888, mais l'opposition des militaires a empêché cette opération. Cette statue a alors été placée sur le côté ouest de la tour, jusqu'en 1937, date à laquelle le nouveau propriétaire de la tour, Jacques Menier, a fait construire une villa dans sa propriété et a donné une parcelle de son terrain, à côté de la chapelle, où la statue a été transférée.
La tour a été classée au titre des monuments historiques le 27 août 1931.